# Championnat du Pérou de football 1989
Navigation
Saison précédente Saison suivante
La saison 1989 du Championnat du Pérou de football est la soixante-et-unième édition du championnat de première division au Pérou. La compétition regroupe quarante-deux équipes du pays et se décompose en trois phases et deux tournois.
La première phase (Regional I) voit les équipes réparties en cinq poules régionales (Metropolitano, Nord, Centre, Oriental et Sud) où les clubs se rencontrent deux fois. Les meilleures formations de chaque secteur se qualifient pour la Liguilla, la compétition au niveau national, disputée sous forme de poule unique où les équipes ne se rencontrent qu'une seule fois. L'équipe qui remporte la Liguilla se qualifie pour la finale nationale pour le titre et obtient également son billet pour la prochaine Copa Libertadores..
La deuxième phase (Regional II) voit à nouveau les équipes réparties en poules régionales (Metropolitano, Nord A et B, Centre, Oriental et Sud) où les clubs se rencontrent deux fois. Les huit meilleures formations se qualifient pour les play-offs de la Liguilla, la compétition au niveau national. À l'issue des play-offs, les six premiers disputent la Liguilla. Le vainqueur de cette Liguilla se qualifie pour la finale nationale et la Copa Libertadores.
Le titre est enfin disputé entre les deux vainqueurs des tournois réghionaux, lors d'un seul match.
C'est le club de l'Union Huaral, vainqueur du Torneo Regional II, qui remporte le championnat après avoir battu le tenant du titre, le Sporting Cristal lors de la finale nationale. C'est le second titre de champion du Pérou de l'histoire du club, après celui remporté en 1976.

## Compétition
Le barème utilisé pour établir les différents classements est le suivant :
- Victoire : 2 points
- Match nul : 1 point
- Défaite, forfait ou abandon : 0 point

### Regional I

#### Équipes qualifiées
| - Alianza Lima (Metropolitan) - Unión Huaral (Metropolitan) - Mina San Vicente (Central) | - Alianza Atlético (Nord) - FBC Aurora (Sud) - Sporting Cristal (Metropolitan) |

#### Liguilla
| Rang | Équipe           | Pts | J | G | N | P | Bp | Bc | Diff |
| ---- | ---------------- | --- | - | - | - | - | -- | -- | ---- |
| 1    | Sporting Cristal | 6   | 5 | 1 | 4 | 0 | 3  | 0  | +3   |
| 2    | Alianza Atlético | 6   | 5 | 2 | 2 | 1 | 6  | 7  | -1   |
| 3    | FBC Aurora       | 5   | 5 | 1 | 3 | 1 | 5  | 5  | 0    |
| 4    | Mina San Vicente | 5   | 5 | 0 | 5 | 0 | 2  | 2  | 0    |
| 5    | Alianza Lima     | 4   | 5 | 1 | 2 | 2 | 4  | 4  | 0    |
| 6    | Unión Huaral     | 4   | 5 | 0 | 4 | 1 | 4  | 6  | -2   |

|  | Qualification pour le match de barrage |

#### Match de barrage
| Équipe 1         | Résultat | Équipe 2         |
| ---------------- | -------- | ---------------- |
| Sporting Cristal | 2 - 0    | Alianza Atlético |

### Regional II

#### Play-offs
| Équipe 1         | Résultat | Équipe 2                    | Aller | Retour |
| ---------------- | -------- | --------------------------- | ----- | ------ |
| FBC Aurora       | 3 - 2    | Sporting Cristal            | 2 - 0 | 1 - 2  |
| Mina San Vicente | 2 - 7    | Universitario de Deportes   | 2 - 2 | 0 - 5  |
| Defensor Lima    | -        | Colegio Nacional de Iquitos | -     | 1 - 1  |
| Union Huaral     | -        | Alianza Atlético            | -     | -      |

#### Repêchage
Les quatre perdants des play-offs s'afrrontent pour déterminer les deux dernières équipes qualifiées pour la Liguilla.
| Équipe 1         | Résultat      | Équipe 2         | Aller | Retour |
| ---------------- | ------------- | ---------------- | ----- | ------ |
| Sporting Cristal | 4 - 4 3-5 tab | Alianza Atlético | 3 - 1 | 1 - 3  |
| Defensor Lima    | -             | Mina San Vicente | 4 - 2 | -      |

#### Liguilla
| Rang | Équipe                    | Pts | J | G | N | P | Bp | Bc | Diff |
| ---- | ------------------------- | --- | - | - | - | - | -- | -- | ---- |
| 1    | Unión Huaral              | 9   | 5 | 4 | 1 | 0 | 12 | 1  | +11  |
| 2    | Universitario de Deportes | 8   | 5 | 3 | 2 | 0 | 12 | 3  | +9   |
| 3    | Mina San Vicente          | 7   | 5 | 3 | 1 | 1 | 7  | 6  | +1   |
| 4    | Colegio Nacional Iquitos  | 3   | 5 | 1 | 1 | 3 | 1  | 5  | -4   |
| 5    | Alianza Atlético          | 3   | 5 | 1 | 1 | 3 | 3  | 9  | -6   |
| 6    | FBC Aurora                | 0   | 5 | 0 | 0 | 5 | 6  | 17 | -11  |

|  | Qualification pour la Copa Libertadores 1990 |

### Finale pour le titre
| 8 février 1990 | Unión Huaral | 1 - 0 | Sporting Cristal | Estadio Nacional, Lima |  |
|                |              |       |                  |                        |  |

## Bilan de la saison
| Championnat du Pérou de football 1989 |                         |
| Champion                              | Unión Huaral (2e titre) |
| Qualifications continentales          |                         |
| Copa Libertadores 1990                | Unión Huaral            |
| Copa Libertadores 1990                | Sporting Cristal        |
| Promotions et relégations             |                         |
| Promus en Primera División            | Aucun                   |
| Relégués en Segunda División          | Aucun                   |